# Rabenauer Buchwald

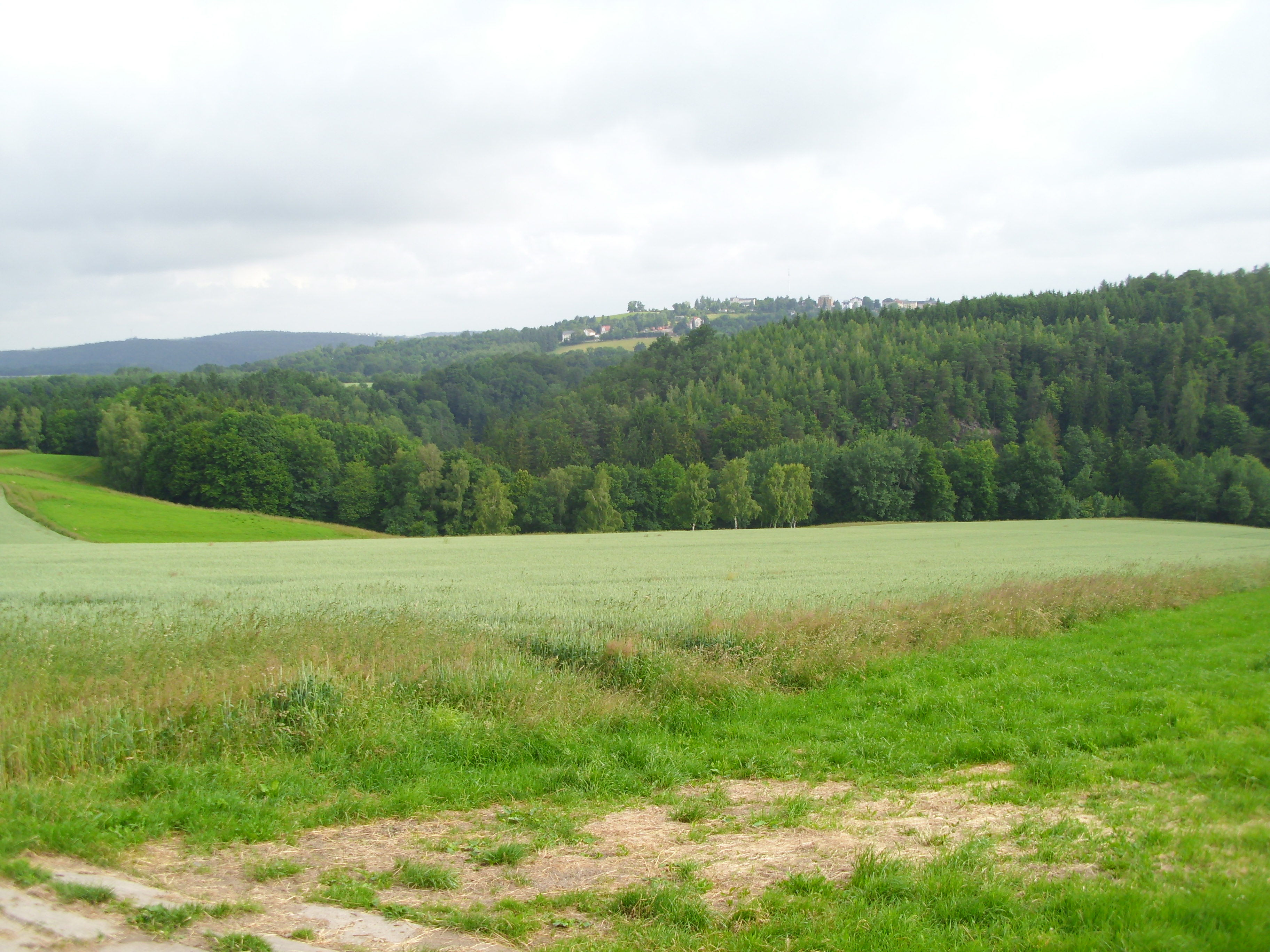
Blick auf Spechtritzgrund und Buchwald

Der Buchwald ist ein etwa 0,80 km² großes Waldgebiet im Osterzgebirge. Er liegt auf dem Territorium der südwestlich gelegenen gleichnamigen Stadt Rabenau. Angrenzende Ortschaften sind Oelsa im Südosten, Lübau im Westen und Spechtritz im Südwesten. Er liegt zwischen 290 m ü. NHN und 330 m ü. NHN.
Die Zuständigkeit liegt beim Forstamt in Bärenfels, Eigentümer ist der Freistaat Sachsen.

## Geschichte
Der Markgraf von Meißen, Georg (?) Herzog von Sachsen belieh Sigismund von Miltitz im Jahre 1454 mit dem „Buchwald“. 1534 wird ein Förster Donath Fuhrmann genannt. Auf den Karten von Matthias Öder im Jahre 1586/1607 wird er erneut als „Buchwald“ bezeichnet, in der Sächsischen Dorfzeitung (Band 28) wird 1866 der Buchwald als zum Rabenauer Revier gehörend genannt.

## Sehenswürdigkeiten
Der Cottaplatz nahe der Stadt Rabenau am Rande des Buchwalds, an der Straße nach Spechtritz, erinnert mit drei Winterlinden an Heinrich Cotta, der hier mit seinen Forststudenten im 19. Jahrhundert des Öfteren verweilte. Oberhalb des Bahnhofs Rabenau im Norden des Waldes befindet sich die Aussichtsplattform, Schanzenfelsen.

## Wege
Der Spechtritzweg, auch die Hauptstraße nach Spechtritz, verläuft von Rabenau kommend durch den Wald, bis sie ihn im Spechtritzgrund verlässt. Die Mühlwege verlaufen vom Spechtritzweg durch den Wald nach Oelsa und vom Cottaplatz über den M-Flügel und die Schneise 28 in den Spechtritzgrund. Die Schneise 28 geht von der Oelsaer Freigutwiese im Süden des Waldes durch den Wald über die Mühlwege und den Spechtritzweg wie den M-Flügel zum nördlichen Rande des Waldes. Der M-Flügel beginnt am östlichen Rand des Waldes am Cottaplatz und endet oberhalb des Spechtritzgrunds am westlichen Rande der Heide. Eine alte Straße, beginnend heute auf dem Spechtritzweg, überquert den Mühlweg nach Oelsa und verlief am Rande der Freigutsweise als Hohlweg hinab in den Spechtritzgrund.